# СоюзДорНИИ
СоюзДорНИИ — дорожный научно-исследовательский институт, деятельность которого направлена на разрешение научно-технических вопросов в сфере проектирования, постройки, реконструкции и ремонта автодорог, аэродромов, автомобильно-дорожных мостов и тоннелей, а кроме того, на разработку и улучшение нормативно-технической и методической базы в этих сферах.

## Описание
В 1926 году в Москве был основан Центральный НИИ по строительству и эксплуатации дорог. В 1936 году на его базе был основан Дорожный научно-исследовательский институт (ДорНИИ). С 1953 по 1992 год он носил название Государственный всесоюзный дорожный научно-исследовательский (СоюздорНИИ), 1992 по 2006 год — Федеральное государственное унитарное предприятие «СоюзДорНИИ», с 2006 года — ОАО «СоюзДорНИИ». С 1962 года институт располагался в подмосковной Балашихе.
В наши дни в Балашихе размещается экспериментальная база института, она занимает площадь в 8 га, где находятся три корпуса: основной административно-лабораторный корпус; корпус для испытания дорожных конструкций, в том числе мостовых; корпус с исследовательскими грунтовыми каналами для проверки механизмов дорожных машин и для проведения испытаний дорожных конструкций.
В распоряжении института находятся:
- кольцевой стенд для испытания под нагрузкой частей конструкций дорожных одежд, разметки и других материалов;
- экспериментальные механические мастерские;
- гараж и другие служебные постройки.

Институт владеет мобильными дорожными лабораториями для тестирования дорог и мостовых сооружений, оборудованные передовыми, в частности лазерно-гироскопическими приборами. Материально-техническая база даёт возможность организации целевых и комплексных исследований по большому кругу вопросов в сфере проектирования, строительства, ремонта и ухода за автодорогами, аэродромами, мостами и тоннелями.
За плодотворное сотрудничество с международными научными центрами и прочими организациями и качественную работу СоюздорНИИ был награждён XXVI Международной премией за деловой престиж и Международной Звездой Качества. СоюздорНИИ выиграл конкурс «Дороги России — 2006» в номинации «Научная разработка года», проводившийся Российской ассоциацией подрядных организаций в дорожном хозяйстве («АСПОР»). Институт является членом Всемирной дорожной ассоциации (PIARC) и Международной дорожной федерации (IRF).